# موضوعي

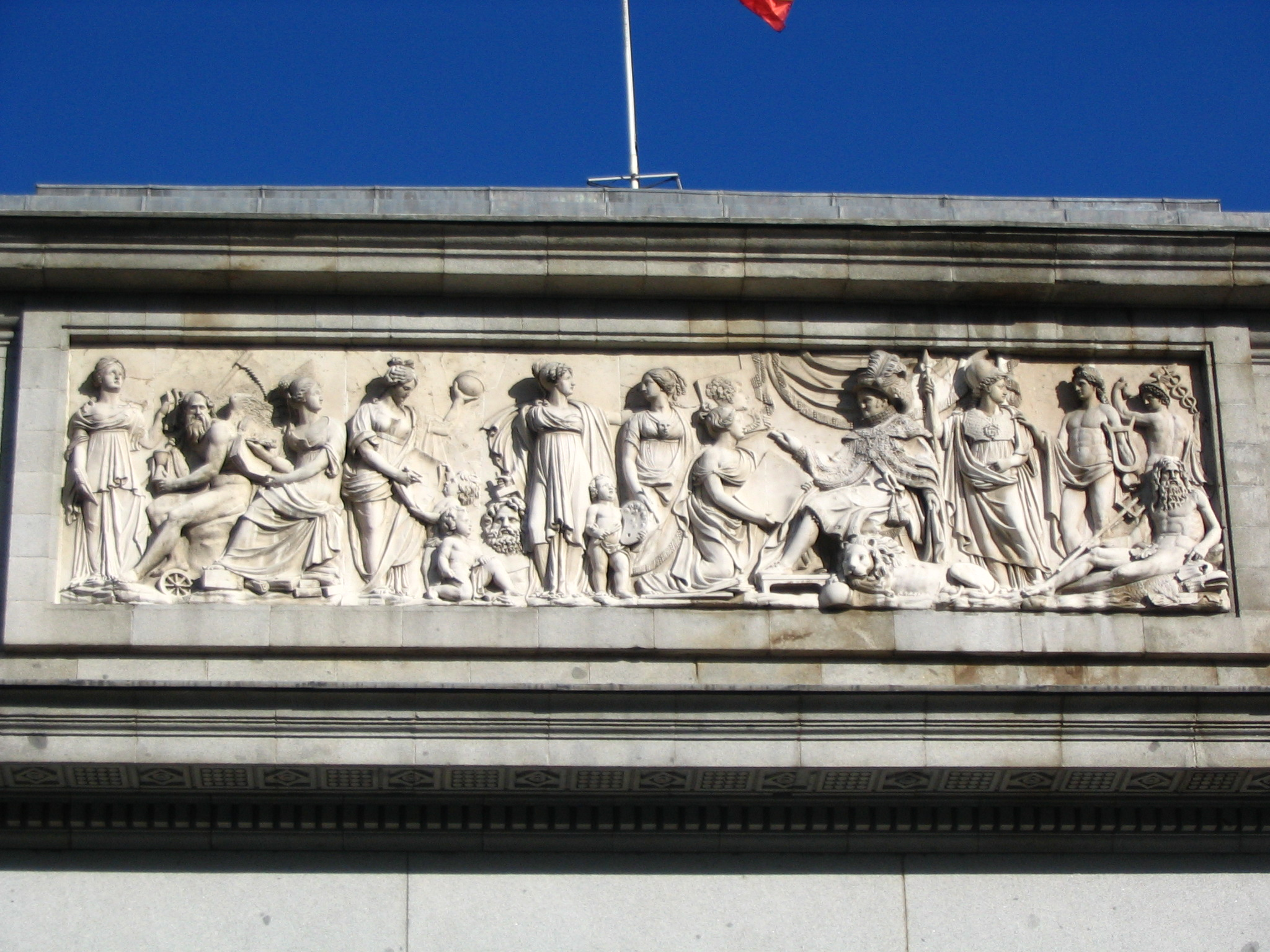

الموضوعية أو الموضوعي (في بعض الأحيان يشار إليه بمسمى الوضعية) مصطلح يستخدم في العلوم الإنسانية والعلوم الاجتماعية، على الأقل بمعنيين.[بحاجة لمصدر] ويشير الاستخدام الأكثر شيوعًا إلى التحليلات أو النظريات التي تحاول أن تصف الحالة التي عليها الأشياء في مقابل الحالة التي «يجب» أن تكون عليها.[بحاجة لمصدر] كما يعني أيضًا «الخالي من القيمة». ويأتي مصطلح معياري نقيضًا وعكس مصطلح موضوعي. ويعد التحليل الاقتصادي مثالا على تناقض المصطلحين. وغالبًا ما يُشار إلى التصريحات الموضوعية على أنها تصريحات وصفية.